# 朱子塈
鄢陵安僖王朱子塈（1425年—1485年），明朝周藩第一代鄢陵王，周簡王朱有爝的庶第四子。

## 生平
正統六年（1441年）四月，獲賜名子塈。九月，封鄢陵王。
成化二十一年（1485年），朱子塈去世，享年六十一歲，諡號安僖。三年後，庶次子鎮國將軍朱同鋖襲爵。

## 家庭

### 妻
- 李氏，南城兵馬副指揮李俊女，正統六年（1441年）冊為鄢陵王妃[2]

### 妾
- 丁氏，生朱同鋖[5]
- 姚氏，生朱同釳[6]

### 子
- 庶次子：鎮國將軍→鄢陵靖簡王朱同鋖
- 庶三子：鎮國將軍朱同鈕[7]
- 庶四子：鎮國將軍朱同釳[8]